# Max Rhode
Max Rhode, eigentlich Royer (geboren 27. November 1884 in Berlin als Max Willy Oscar Royer; gestorben 1945 an der Ostfront) war ein deutscher Komponist und Posaunist. Einige seiner Werke erschienen unter den Namen Günther Royer, G. Royer oder Max Royer.

## Leben
Von 1908 bis 1910 spielte Rhode Posaune in der Militärkapelle der Garde-Schützen in Berlin. Danach wurde er vom Komponisten und Musikverleger Paul Lincke als Komponist und Arrangeur für seinen Musikverlag Apollo-Verlag aufgenommen, wo er auch seine berühmtesten Werke schrieb und veröffentlichte.
Er komponierte etwa sechzig Werke mehrerer Genres und arrangierte rund 900 weitere, deren bekannteste Münchner Kindl (Walzer, op.286 von Karel Komzák sr.), Orpheus in der Unterwelt (Ouvertüre zur Operette von Jacques Offenbach), Nabucco (Auswahl aus der Oper von Giuseppe Verdi), Bummel Petrus (Charakterstück von Max Werner-Kersten) und Regina-Marsch (von Ernst Urbach) sind.

## Eigene Werke

### Werke für Orchester
- 1916: Dornröschens Brautfahrt, Charakterstück, op. 8
- 1918: In der Spinnstube, Charakterstück, op. 13
- 1919: Wenn die Rosen blüh'n!, op. 11
- 1919: Gnomenschliche, charakteristisches Intermezzo, op. 16
- 1921: Schieberlottchen – Text: Paul Preil
- 1933: Der unsterbliche Verdi
- Die Schönbrunner, für Orchester
- Pussi! Pussi, Rheinische Serenade, op. 14
- Weihnachten, für Orchester

### Werke für Blasorchester
- 1915: Elfengeflüster, Intermezzo, op. 10
- 1916: Dornröschens Brautfahrt, Charakterstück, op. 8
- 1919: Wenn die Rosen blüh'n!, op. 11
- 1921: Barbitonia, griechisches Ständchen, op. 27
- 1928: Vom Rhein zur Donau, Potpourri, op. 76

1. Warum ist es am Rhein so schön?
2. Im Prater blüh'n wieder die Bäume
3. Aus der Jugendzeit
4. Wohlauf noch getrunken
5. Grüße an die Heimat
6. Das Lieben bringt groß' Freud'
7. Wien wird bei Nacht erst schön
8. O alte Burschenherrlichkeit
9. Ich hab' mein Herz in Heidelberg verloren
10. Ich muß wieder einmal in Grinzing sein
11. Bald gras' ich am Neckar
12. Da draußen in der Wachau
13. Vom Rhein der Wein
14. An der Weser
15. Das ist der Frühling in Wien
16. O du wunderschöner deutscher Rhein
17. Unterm Lindenbaum
18. Horch, was kommt von draußen 'rein?
19. Im Rolandsbogen
20. Das Herz am Rhein

- 1933: Der unsterbliche Verdi
- Alt-Wiener Operettenklänge
- Die Mühle im Tal
- Ein Millöcker-Abend
- Einzug der Rosenkönigin, op. 57
- Fridericus Rex, Marsch-Potpourri
- Helgoländer Matrosentanz
- Holdie Juchu, op. 74
- Im Krug zum grünen Kranze, Potpourri
- Rosaliebchen, Walzer-Intermezzo, op. 20
- Schön ist die Jugend, Potpourri
- Zeller-Erinnerungen

### Chorwerke
- Singend marschiert die Kompanie – Marsch- und Soldatenliederfolge, für Männerchor und Klavier
- Guten Start und fröhliche Fahrt, für Männerchor
- Vom Bayernland zum Donaustrand, für Männerchor und Klavier

### Kammermusik
- Dornröschens Brautfahrt (Charakterstück für 12 Hörner), op. 8

### Werke für Akkordeon
- Paragraph 11 (Lustiges Trinklieder-Potpourri für Akkordeonorchester), op. 77

## Bibliographie
- Fred K. Prieberg: Handbuch Deutsche Musiker 1933–1945. CD-ROM-Lexikon, Kiel 2009, 2. Auflage, S. 6126f. online
- Dietrich Helms, Thomas Phleps: No Time for Losers: Charts, Listen und andere Kanonisierungen in der populären Musik, Band 36 von Beiträge zur Popularmusikforschung, transcript Verlag, 2008. 178 S., ISBN 978-3-899-42983-1.
- Wolfgang Suppan, Armin Suppan: Das Neue Lexikon des Blasmusikwesens, 4. Auflage, Blasmusikverlag Schulz GmbH, Freiburg-Tiengen 1994, ISBN 3-923058-07-1.
- Paul E. Bierley, William H. Rehrig: The heritage encyclopedia of band music : composers and their music, Westerville, Ohio: Integrity Press, 1991, ISBN 0-918048-08-7.
- Paul Frank, Burchard Bulling, Florian Noetzel, Helmut Rosner: Kurzgefaßtes Tonkünstler-Lexikon – Zweiter Teil: Ergänzungen und Erweiterungen seit 1937, 15. Aufl., Wilhelmshaven: Heinrichshofen, Band 1: A–K. 1974. ISBN 3-7959-0083-2; Band 2: L–Z. 1976. ISBN 3-7959-0087-5.
- Paul Frank, Wilhelm Altmann: Kurzgefaßtes Tonkünstler-Lexikon: für Musiker und Freunde der Musik. Gustave Bosse, Regensburg 1936, 730 S.